# Moḩammad Zūrāb
Moḩammad Zūrāb (persiska: محمد زوراب, Moḩammad Zūrā) är en ort i Iran.   Den ligger i provinsen Khorasan, i den nordöstra delen av landet, 500 km öster om huvudstaden Teheran. Moḩammad Zūrāb ligger 1 272 meter över havet och antalet invånare är 122.
Terrängen runt Moḩammad Zūrāb är huvudsakligen platt, men norrut är den kuperad. Terrängen runt Moḩammad Zūrāb sluttar söderut.Runt Moḩammad Zūrāb är det ganska glesbefolkat, med 31 invånare per kvadratkilometer. Det finns inga andra samhällen i närheten. Trakten runt Moḩammad Zūrāb är ofruktbar med lite eller ingen växtlighet.